# Jetzt schlägt’s 13
Jetzt schlägt’s 13 ist eine österreichische Verwechslungskomödie von E. W. Emo aus dem Jahr 1950.

## Handlung
Erst drei Wochen ist Hedy mit dem Schriftsteller Mario Jaconis verheiratet, als es ihr bereits reicht. Als der langjährige Diener Max ihm mal wieder heimlich vermeintliche Liebesbriefe seiner weiblichen Anhängerschaft zustecken will, entlässt sie Max auf der Stelle. Max muss nicht nur seinem langjährigen Arbeitgeber ‘Auf Wiedersehen’ sagen, sondern auch Köchin Wetti und Stubenmädchen Mizzi, mit denen er zeitgleich ein Verhältnis hatte. Wie bei jeder früheren Liebschaft markiert er auch das Ende mit Mizzi und Wetti auf einer seiner Karteikarten mit einem Kreuz. Auf allen Karten hat er nicht nur ein Foto der Geliebten, sondern auch ein Andenken an sie angebracht sowie den Zeitpunkt des Kennenlernens und des Beziehungsendes vermerkt. In sein Gepäck legt Max zudem ein gutes Paar Tranchiermesser für seine nächste Anstellung. Hedy fordert bei der Arbeitsvermittlung Vybiral umgehend einen neuen Diener an. Die Vermittlung schickt den alten Ferdinand in Jaconis Haus Sonnenschein. Ferdinand Haushofer hat keine Arbeitszeugnisse, da alle Arbeitgeber während seines Dienstes verstorben sind.
Max und Ferdinand stoßen an der Bushaltestelle im Ort aneinander und vertauschen aus Versehen ihre Koffer. Ferdinand wird anschließend im strömenden Regen vom neuen Verleger Marios, Michael Ravestyn, im Auto zur Villa Sonnenschein mitgenommen. Da aufgrund des Gewitters die Klingelanlage ausgefallen ist, steigen beide Männer über den Balkon in die Villa ein. Sie werden zunächst für Einbrecher gehalten, doch klärt sich die Verwechslung schnell auf und Ferdinand beginnt beflissen seinen Dienst. Neben dem Ehepaar und Michael zählt auch Hedys beste Freundin Lizzi, die gerade angekommen ist, zu den Anwesenden.
Max liest in einer Zeitung von einem Massenmörder, der sich als Hausdiener ausgibt und häufig mit einem Komplizen auftritt. Das von hinten aufgenommene Foto des Mannes lässt Max sofort an Ferdinand denken und er warnt Mario telefonisch vor ihm. In Ferdinands Koffer findet Max zudem eine Flasche Gift und zahlreiche Kriminalromane mit schaurigen Titeln, sodass er keinen Zweifel mehr hat. Ferdinand wiederum kann sich nicht ausweisen, weil sein Pass in dem vertauschten Koffer liegt. Er findet in Max’ Koffer nicht nur die Karten mit den vermeintlichen Todesdaten der Frauen, sondern auch die Tranchiermesser und glaubt nun seinerseits, dass Max ein Mörder ist. Max schleicht sich mit Marios Hilfe zurück in die Villa und es kommt zu zahlreichen Verwechslungen, Verdächtigungen und Schreckmomenten. Am Ende gelingt es Max und Mario, die vermeintlichen Mörder Ferdinand und Michael auf ihren Zimmern einzuschließen. Als sich Ferdinand, der seinerseits aus der inzwischen verschlossenen Villa fliehen will, den Weg aus dem Zimmer freisägt und zu Michael flüchtet, schlagen Max und Mario die beiden Männer nieder, stecken sie in Mehlsäcke und legen sie gefesselt in den Keller. Hier können sich Ferdinand und Michael erneut befreien und schlagen am Ende Max und Mario nieder, fesseln sie und rufen die Polizei. Sie fliehen anschließend aus dem Haus und nehmen Hedy und Lizzi mit, die sie aus den Klauen der Verbrecher retten wollen, zumal sich Michael längst in Lizzi verliebt hat. Nachdem sie aus der Ohnmacht erwacht sind, verfolgen Max und Mario zusammen mit dem eingetroffenen Gendarm Haberzettel Michael und Ferdinand. Mario findet Hedy in einem vor einem Gasthaus abgestellten Wagen und beide versöhnen sich. Max und der Gendarm stellen Ferdinand, der jedoch behauptet, unschuldig zu sein. Tatsächlich erweisen sich die Zeitung von Max als fünf Jahre alt und der Mörder als längst hingerichtet. Das vermeintliche Verbrecherpärchen Michael und Lizzi, das in einem Nebenzimmer eingeschlossen wurde, hat die gemeinsame Zeit küssend verbracht und sich spontan verlobt. Während Max wieder als Diener bei Mario und Hedy arbeiten darf, wird Ferdinand am Ende der neue Diener von Michael und Lizzi.

## Produktion
Der Film wurde in den Ateliers Wien-Schönbrunn und Wien Sievering produziert. Die Außenaufnahmen entstanden in Grinzing. Es schlägt 13! wurde am 18. September 1950 in Wien uraufgeführt und erlebte am 22. September 1950 unter dem Titel Jetzt schlägt’s 13 in Krefeld seine Deutschlandpremiere. Die ARD zeigte den Film am 26. Dezember 1973 erstmals im deutschen Fernsehen.
Die Filmbauten schuf Fritz Jüptner-Jonstorff.

## Kritik
Für den film-dienst war Jetzt schlägt’s 13 ein „Lustspiel mit geradezu absurder Situationskomik, das durch die pointierte Typisierungskunst Mosers und Lingens zum Lachen reizt.“